# أندرو تومسون (مؤرخ بريطاني)
أندرو تومسون (بالإنجليزية: Andrew Thompson)‏ هو مؤرخ بريطاني، ولد في 3 يونيو 1968 في منسفيلد ‏ في المملكة المتحدة.